# Facultad de Medicina de la Universidad de Chile
La Facultad de Medicina de la Universidad de Chile es una de las cinco facultades que conformaron el claustro original de la Universidad. Imparte las carreras de pregrado de medicina, enfermería, tecnología médica, nutrición y dietética, kinesiología, fonoaudiología, obstetricia y puericultura y terapia ocupacional, así como también diversos programas de estudios avanzados para la formación de investigadores, especialistas y académicos de nivel superior de las distintas disciplinas. Cuenta además con una red clínica integrada por el Hospital Clínico de la Universidad de Chile, y múltiples recintos asistenciales que permiten las actividades prácticas de los estudiantes.

## Historia
Desde los inicios de la época colonial Chile heredó la institución del Protomedicato, tribunal encargado del control de las profesiones de la salud, pero sin requerir la acreditación de estudios por parte de los postulantes. La fundación de la Real Universidad de San Felipe en 1738 propició el establecimiento de la primera cátedra de prima en medicina, que fue ocupada de forma intermitente y tuvo pocos alumnos y profesores.
Los estudios formales de medicina en Chile comenzaron con la creación de la primera Escuela por decreto del 19 de marzo de 1833 firmado por el presidente Joaquín Prieto y su ministro Joaquín Tocornal, e inaugurada por Guillermo Blest el 27 de abril del mismo año, en dependencias del Instituto Nacional. El curso era uno más de los que se impartían en aquella institución, que ocupaba el mismo edificio del antiguo Convictorio Carolino, entre las calles Bandera, Compañía, Catedral y Morandé.
En el mismo año de la inauguración del curso, el profesor de anatomía y fisiología Pedro Morán inauguró el primer anfiteatro de anatomía en unos de los patios del Hospital San Juan de Dios, ubicado entre las calles Santa Rosa, Alameda, Alonso de Ovalle y San Francisco. Para mayor comodidad de los alumnos y profesores, la mayoría de las clases del curso fueron trasladadas al hospital en septiembre de 1839.
Con la creación de la Universidad de Chile en 1842, se configuró la Facultad de Medicina, liderada por su primer decano Lorenzo Sazié, a la que se integraron los docentes del curso de medicina del Instituto Nacional. En 1857 la institución tuvo su primer edificio propio, en una casa de calle San Francisco, adyacente al Hospital San Juan de Dios. En los años posteriores Manuel Aldunate refaccionó y amplió el inmueble.
La gran cantidad de alumnos matriculados hicieron insuficiente el espacio para la enseñanza, por lo que se planeó la construcción de una nueva escuela adyacente al Hospital San Vicente de Paul, en el barrio del Cementerio. El 14 de abril de 1889, durante el decanato de José Joaquín Aguirre, el presidente José Manuel Balmaceda inauguró el nuevo edificio en la Cañadilla.
El 2 de diciembre de 1948 un incendio destruyó de forma completa la Escuela de Medicina. Para continuar las funciones académicas, la Facultad se debió trasladar al antiguo Instituto Bacteriológico y a varias salas de la sección de mujeres del Hospital San Vicente de Paul. En 1952 la Comisión de Reconstrucción eligió el proyecto del arquitecto Juan Martínez para el nuevo edificio, cuyos planos definitivos los aprobó la Comisión en 1954. El 2 de diciembre de ese mismo año, el presidente Carlos Ibáñez del Campo inauguró las obras de construcción. En 1959 concluyeron las obras gruesas, y debido a las posibilidades económicas, entre 1964 y 1968 terminó la edificación de las nuevas dependencias.

## La Facultad
Esta facultad consta de 5 campus clínicos:
- Norte: Ubicado en la comuna de Independencia, con el Hospital Clínico de la Universidad de Chile como sede, además considera al Hospital Roberto del Río, la Clínica Psiquiátrica, el Hospital San José y el Instituto Psiquiátrico Dr. José Horwitz Barak.[8]
- Centro: Ubicado al interior del Hospital San Borja Arriarán y Hospital de la Asistencia Pública (HUAP), ambos en la comuna de Santiago. A estos se suma el Instituto de Investigaciones Materno-Infantil (IDIMI).[9]
- Occidente: Ubicado en el Parque Quinta Normal, cuyo hospital sede es el Hospital San Juan de Dios, en la comuna de Santiago.
- Oriente: Compuesto por el Hospital del Salvador, el Instituto de Neurocirugía Dr. Asenjo, el Instituto Nacional del Tórax y el Hospital Luis Calvo Mackenna en Providencia. Además incluye al Hospital Dr. Luis Tisné Brousse, en la comuna de Peñalolén.[10]
- Sur: Incluye los hospitales Barros Luco-Trudeau, y Exequiel González Cortés, ambos en la comuna de San Miguel.
- Además, se suma la Clínica Las Condes en la comuna de Las Condes, fundamentalmente para formación en postgrado.

## Docencia

### Pregrado
Imparte ocho carreras de pregrado, todas pioneras en el país y acreditadas por siete años:
- Enfermería[11]
- Fonoaudiología[12]
- Kinesiología[13]
- Medicina[14]
- Nutrición y Dietética[15]
- Obstetricia y Puericultura[16]
- Tecnología Médica[17]
- Terapia Ocupacional[18]

### Postítulo
Cuenta además con formación de postgrado y postítulo en áreas relacionadas con la salud y las ciencias básicas (biología, química, genética, fisiología, etcétera). 

## Biblioteca Central
La Biblioteca Dr. Amador Neghme fue inaugurada en abril del año 2003. Cuenta con la colección de libros del área médica y ciencias básicas más importantes de Chile. Además, posee una hemeroteca con títulos médicos y de interés científico en general. Posee también, en el 5.º piso, la Biblioteca Nacional de Historia de la Medicina. Dentro de su colección cabe destacar libros como La realidad médico-social chilena   (1939) del expresidente Salvador Allende, la tesis de Eloísa Díaz para graduarse en Medicina Cirugía de la Universidad de Chile titulada Breves observaciones sobre la aparición de la pubertad en la mujer chilena y las predisposiciones patológicas del sexo.
La planta física de la Biblioteca cuenta con 3 niveles de acceso a los estudiantes.
- En el zócalo encontramos una sala de lectura y el Rincón Cultural Gabriela Mistral, el que cuenta con volúmenes de literatura y humanidades y cuyos títulos fueron donados por estudiantes y docentes de la Facultad.

- En el primer nivel se ubica la sala de préstamos y las oficinas directivas de la Biblioteca.

- En el segundo nivel se encuentra el área de Referencia y Revistas. Además, cuenta con una sala de estudio especial para los alumnos de posgrado de la Facultad.

- Frente a la biblioteca, se encuentra la plaza "Dr. Guillermo Blest". Actualmente esta se encuentra fuera de servicio, debido a los trabajos de Metro de Santiago para poder construir la estación Hospitales.

## Extensión
La Resolución Exenta N°1226 que sanciona la Política de Extensión y Vinculación con el Medio aprobada por el Consejo de Facultad el 28 de abril de 2016, presenta las siguientes definiciones:
Vinculación con el Medio: Conjunto de acciones que a través de la docencia, investigación y extensión establecen una relación horizontal de intercambio de saberes. Permite ejercitar su presencia en la sociedad, acreditar su carácter público, valida su saber y fortalece su pertinencia académica. La relación recíproca con la sociedad en la que cada una resulta formadora y formada a la vez, ambas participan en la construcción de significados compartidos, de valores, cultura y conocimiento.
Extensión: Una de las tres funciones fundamentales de la Universidad, caracterizada por su rol articulador entre la docencia y la investigación. Función prioritaria con la cual la Universidad le habla al país y logra expresar una reflexión crítica y creadora con relación a su momento histórico. Se comprende como un proceso en espiral, desprivatizador del conocimiento, universal y equitativo, enfocado en contribuir, junto a otros actores, en la inclusión social y el desarrollo de las personas y sus comunidades.
De esta manera la extensión, al igual que la docencia e investigación es uno de los componentes de la vinculación con el medio, las actividades que se desarrollan en esta función debe tener como propósito y objetivo preferente, la inclusión social de personas o comunidades al objeto de contribuir a su igualdad de oportunidades.

## Otros lugares

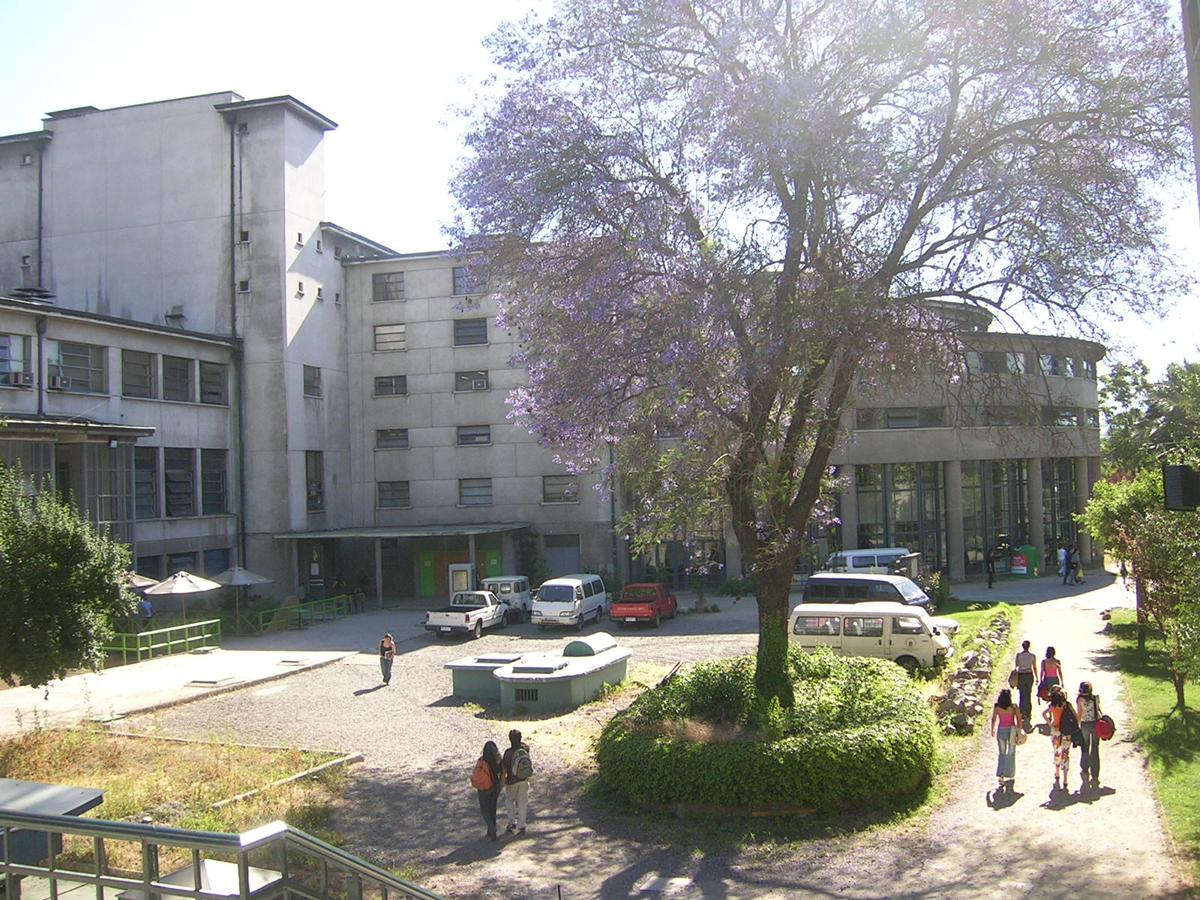
Vista desde el Pasillo Central de la Plaza Guillermo Blest y de la Biblioteca Central de la Facultad

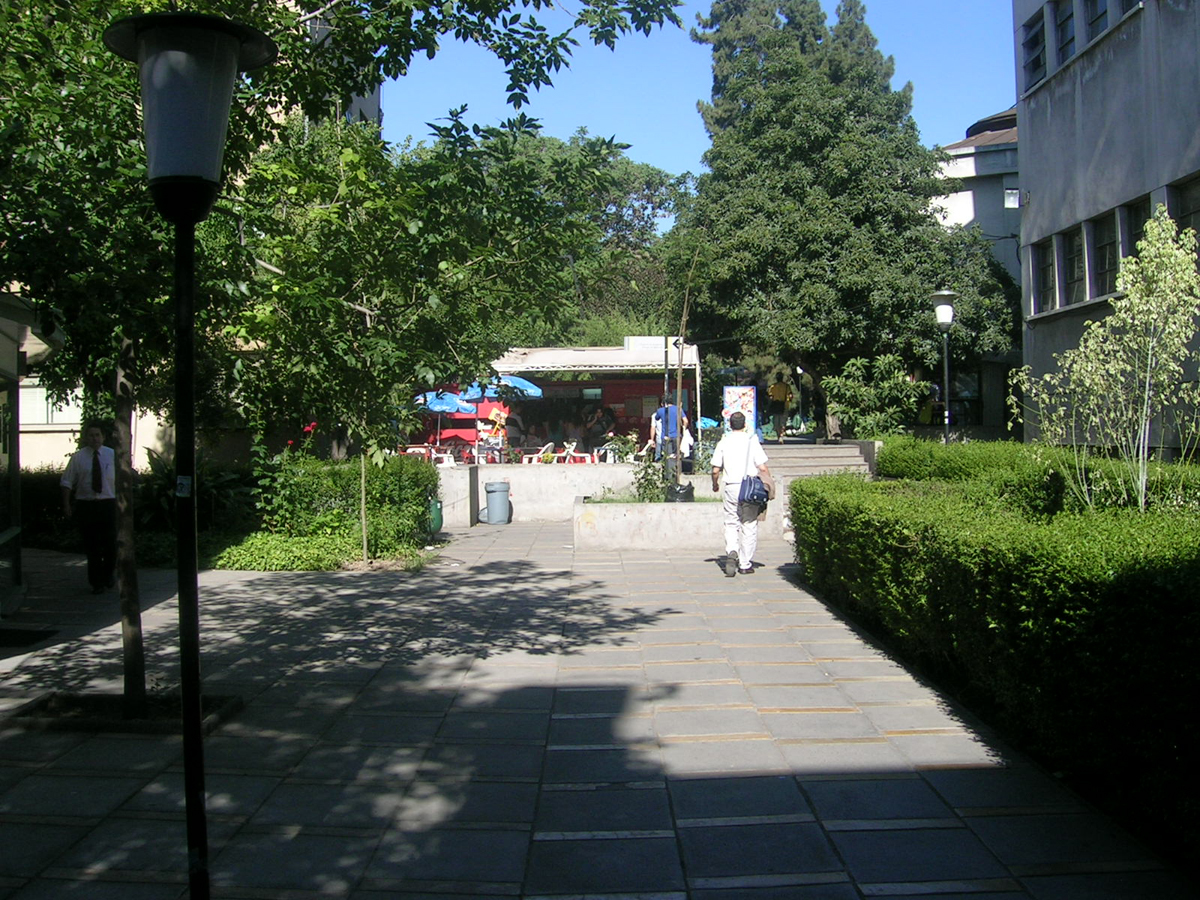
Entrada al Patio de Anatomía. Al fondo el Kiosco Rojo, lugar de reunión de los estudiantes. A la izquierda está el Instituto de Anatomía Dr. A. Jirón y el Museo de Anatomía.

Distribuidos a través del pasillo central (pasillo de las letras), se encuentran la mayoría de las dependencias de la Facultad.
De norte a sur podemos encontrar:
- Edificios por letra (entre paréntesis programas disciplinarios del  Instituto de Ciencias Biomédicas ICBM de la Universidad de Chile):
  - Edificio A: Anatomía y Biología del Desarrollo (Programa Anatomía y Biología del Desarrollo)
  - Edificio B: Fisiopatología (Programa de Fisiopatología)
  - Edificio C: Biología Celular y Genética Humana (Programa de Genética Humana)
  - Edificio D: Bioquímica
  - Edificio E: Biología Celular y Biología Molecular (Programa de Biología Celular y Molecular, Dirección del Instituto de Ciencias Biomédicas)
  - Edificio F: Postgrado y Anatomía
  - Edificio G: Fisiología y Biofísica
  - Edificio H: Fisiología y Biofísica (Programa de Fisiología y Biofísica)
  - Edificio I: Farmacología e Inmunología (Programa de Farmacología Molecular y Clínica primer piso, Programa de Inmunología tercer piso)
  - Edificio J: Parasitología (Programa de Virología)
  - Edificio K: Nutrición
  - Edificio L: Microbiología (Programa de Microbiología y Micología)
  - Escuela de Salud Pública

- Auditorios
  - Dr. Juan Noe (entre los edificios A y B)
  - Anfiteatro de anatomía Dr. José Joaquín Aguirre (en el Departamento de Anatomía y Medicina Legal, acceso por la calle Zañartu, al oriente de los edificios A y B)
  - Dr. Lucas Sierra (detrás del edificio C)
  - Auditorios Dra. Mónica Suárez, cuatro auditorios en el segundo piso (al poniente del edificio D, entre dicho edificio y la entrada a la Biblioteca Central)
  - Dr. Alfredo Dabancens (entre los edificios D y E)
  - Dr. Armando Roa (entre los edificios F y G)
  - Dr. Mario Andreis (entre los edificios H e I)
  - Salón Dr. Lorenzo Sazié (segundo piso, sobre la Escuela de Obstetricia)
  - Dr. Julio Cabello (entre los edificios I y J, zócalo)
  - Aula Magna Dr. Gabriel Gasic (entre los edificios I y J, primer piso, encima del auditorio Dr. Julio Cabello)
  - Dr. Hernán Romero (entre los edificios J y K)
  - Dr. Emilio Croizet (del Hospital Clínico de la Universidad de Chile, hacia Av. La Paz)

- Escuelas
  - Escuela de Enfermería: piso 1, en el pasillo entre el Acceso Independencia y la Biblioteca Central
  - Escuela de Fonoaudiología: zócalo, frente al auditorio Dr. Julio Cabello
  - Escuela de Kinesiología: piso 1, frente al auditorio Dr. Alfredo Dabancens
  - Escuela de Medicina: piso 1, en el pasillo entre el Acceso Independencia y la Biblioteca Central
  - Escuela de Nutrición y Dietética: piso 3, justo sobre el acceso Independencia, junto al Edificio J
  - Escuela de Obstetricia: piso 1, en el pasillo entre el Acceso Independencia y la Biblioteca Central
  - Escuela de Tecnología Médica: Entrada por Profesor Zañartu 1130, junto al Departamento de Anatomía
  - Escuela de Terapia Ocupacional: Fuera del edificio principal, entrada por Zañartu, cercana al Casino Ambigú y el Centro de Medicina Reproductiva y Desarrollo Integral del Adolescente CEMERA
  - Escuela de Postgrado: Edificio F
  - Escuela de Salud Pública: extremo sur del edificio principal (Av. Independencia 939)